# Bois-le-Roi, Seine-et-Marne
Bois le Roi là một xã ở tỉnh Seine-et-Marne, thuộc vùng Île-de-France ở miền bắc nước Pháp.

## Dân số
Người dân ở đây được gọi là Bacots.
Điều tra dân số năm 1999, xã này có dân số là 5.292 people residing in the town.

## Transportation
Bois-le-Roi is served by the Bois-le-Roi station on the Transilien Paris – Lyon.